# Барвеновка
Барвеновка — упразднённое село в Полтавском районе Омской области России. Входило в состав Ольгинского сельского поселения. Исключено из учётных данных административно-территориального деления в 1999 г.

## География
Располагалось на юге районе, на границе с Республикой Казахстан, в 11 км к юго-западу от деревни Андрюшевка.

## История
Основано в 1906 году. В 1928 году село Барвенково состояло из 117 хозяйств. Центр Барвенковского сельсовета Полтавского района Омского округа Сибирского края. С 1925 по 1929 г. районный центр Уральского района.

## Религия

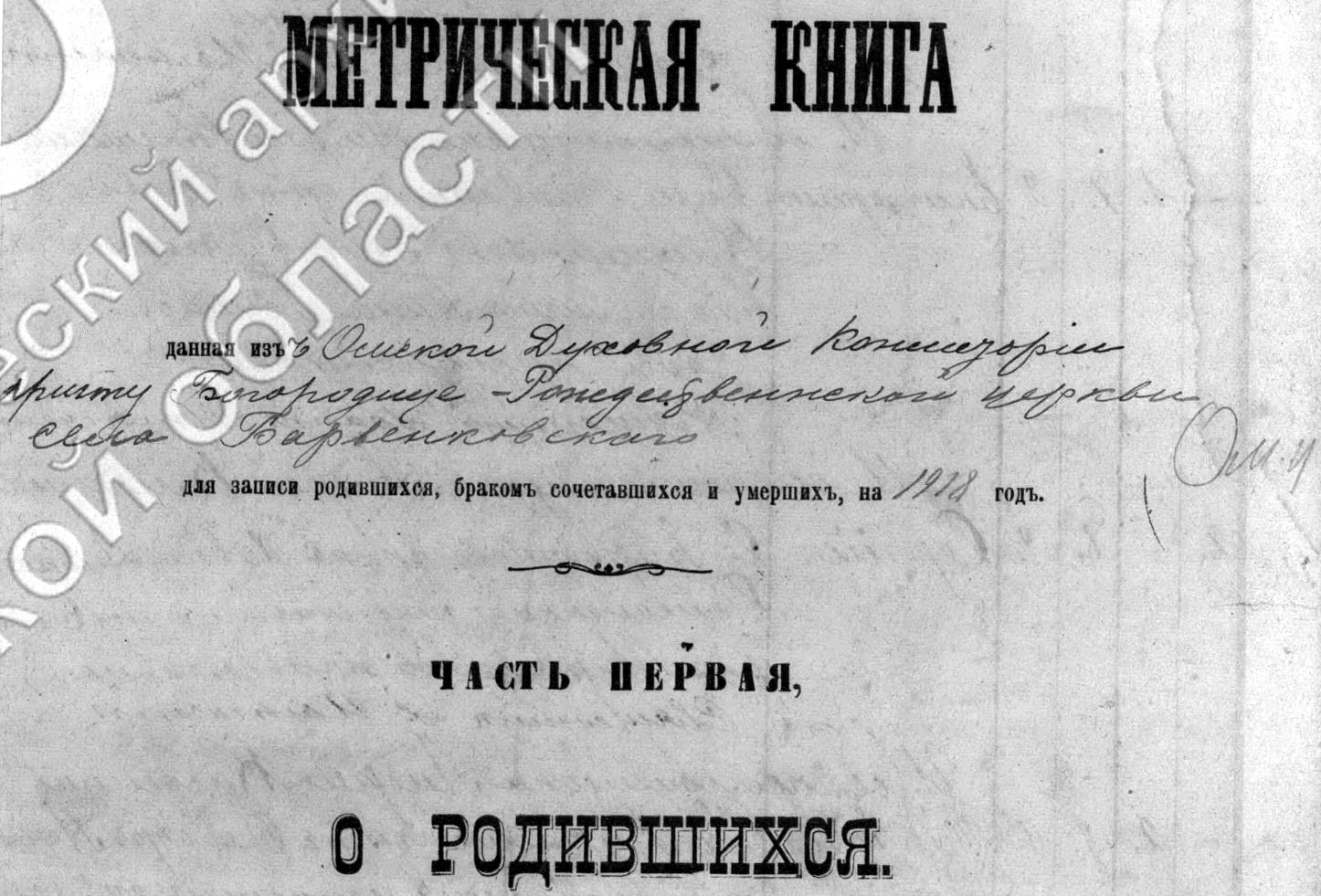
Метрическая книга из церкви в Барвенковском, 1918 год

В селе находился православный молитвенный дом, а затем церковь Рождества Пресвятой Богородицы, относившаяся к Омской духовной консистории.

## Население
По переписи 1926 г. в селе проживало 627 человек (318 мужчин и 309 женщин), основное население — русские и украинцы переселенцы из Харьковской губернии.

## Хозяйство
По данным на 1991 г. деревне являлась бригадой отделения совхоза «Ольгинский».